# Lefier
Lefier is een woningcorporatie in Noord-Nederland met ca 340 werknemers. Het is statutair gevestigd in Hoogezand.
De naam Lefier is een samentrekking van de woorden 'lef' en 'fier' en is verzonnen door een ontwerpbureau.

## Geschiedenis
Lefier is op 1 januari 2009 ontstaan door een fusie van de corporaties In uit Groningen, Volksbelang uit Hoogezand en Wooncom uit Emmen.

## Activiteiten
De corporatie verhuurt ca. 33.000 woningen, kamers en bedrijfsruimtes in de provincies Groningen en Drenthe. Lefier heeft drie woonbedrijven, Lefier Stad Groningen, met 12.081 wooneenheden, Lefier Hoogezand/Stadskanaal, met 7.666 wooneenheden en Lefier Zuidoost Drenthe, met 12.195 wooneenheden. Uit een onderzoek gedaan door de Nederlandse Woonbond blijkt dat de huurders van Lefier tot de armste van Nederland behoren, wat vooral komt door het grote aantal studenten dat in de stad Groningen bij Lefier studentenkamers huurt.

Per 1 januari 2016 vindt een nieuwe fusie plaats, nu tussen Lefier en SWS (Woningstichting Slochteren).